# Радикал идеала
В коммутативной алгебре радикал идеала I — это идеал, образованный всеми элементами x такими, что некоторая степень x принадлежит I. Радикальный идеал — это идеал, совпадающий со своим собственным радикалом.

## Определение
Радикал идеала I в коммутативном кольце R, обозначаемый {\displaystyle {\sqrt {I}}}, определяется как
{\displaystyle {\sqrt {I}}=\{r\in R\mid \exists n\in \mathbb {N} \,\,\,r^{n}\in I\}}
Интуитивно, для получения радикала идеала нужно взять корни всех возможных степеней из его элементов. Эквивалентное определение радикала идеала I — это прообраз нильрадикала {\displaystyle R/I} при отображении факторизации. Это также доказывает, что {\displaystyle {\sqrt {I}}} является идеалом.

## Примеры
- В кольце целых чисел радикал главного идеала {\displaystyle (a)} — это идеал, порождённый произведением всех простых делителей {\displaystyle a}.
- Радикал примарного идеала прост. Если радикал идеала максимален, то этот идеал примарен (если же радикал прост, то идеал не обязательно примарен).
- В любом коммутативном кольце {\displaystyle {\sqrt {P^{n}}}=P} для простого идеала {\displaystyle P}[1]. В частности, каждый простой идеал радикален.

## Свойства
- {\displaystyle {\sqrt {\sqrt {I}}}={\sqrt {I}}}. Более того, {\displaystyle {\sqrt {I}}} — это наименьший радикальный идеал, содержащий I.
- {\displaystyle {\sqrt {I}}} — это пересечение всех простых идеалов, содержащих I. В частности, нильрадикал — это пересечение всех простых идеалов.
- Идеал является радикальным тогда и только тогда, когда факторкольцо по нему не содержит нетривиальных нильпотентов.

## Приложения
Основная мотивация для изучения радикалов — это их появление в знаменитой теореме Гильберта о нулях из коммутативной алгебры. Наиболее простая формулировка этой теоремы имеет следующий вид: для любого алгебраически замкнутого поля {\displaystyle k} и любого конечнопорождённого идеала {\displaystyle J} в кольце многочленов от {\displaystyle n} переменных над полем {\displaystyle k} верно следующее равенство:
{\displaystyle \operatorname {I} (\operatorname {V} (J))={\sqrt {J}},}
где
{\displaystyle \operatorname {V} (J)=\{x\in k^{n}\ |\ f(x)=0~\forall f\in J\}}
и
{\displaystyle \operatorname {I} (S)=\{f\in k[x_{1},x_{2},\ldots x_{n}]\ |\ f(x)=0~\forall x\in S\}.}